# Żyła tylna przegrody przezroczystej
Żyła tylna przegrody przezroczystej (łac. vena posterior septi pellucidi), żyła przegrody przezroczystej tylna (łac. vena septi pellucidi posterior) – w anatomii człowieka jedna z żył głębokich mózgu, odprowadzająca krew z przegrody przezroczystej. Jest mniejsza od żyły przedniej przegrody przezroczystej. Wpada zwykle do żyły wewnętrznej mózgu.